# Jan I Rudy
Jan I Rudy (fr. Jean Ier le Roux, br. Yann Iañ ar Ruz, ur. 1217, zm. 8 października 1286), książę Bretanii, najstarszy syn Piotra I Mauclerca i Alicji z Thouars, księżnej Bretanii, córki Gwidona z Thouars.
Teoretycznie władzę nad Bretanią objął po śmierci swojej matki w 1221 r. Miał wtedy 4 lata i faktyczne rządy sprawował jego ojciec. Samodzielne rządy Jan rozpoczął w 1237 r. W 1239 r. przyłączył do Bretanii Brest. Często popadał w konflikty z bretońskimi biskupami. W 1257 r. został ekskomunikowany. W 1268 r. otrzymał angielski tytuł parowski hrabiego Richmond (Earl of Richmond), ale jeszcze w tym samym roku zrezygnował z niego na rzecz swojego syna Jana. W 1270 r. towarzyszył królowi Ludwikowi IX na wyprawie krzyżowej.
W 1236 r. poślubił Blankę (1226 – 1283), córkę Tybalda I Pogrobowca, króla Nawarry, i Agnieszki, córki Guicharda IV, pana de Beaujeu. Potomstwo z tego związku to sześciu synów i dwie córki:
- Jan II (4 stycznia 1239 – 18 listopada 1305), książę Bretanii
- Piotr (2 kwietnia 1241 – 19 października 1268), pan de Hede
- Alicja (6 czerwca 1243 – 2 sierpnia 1288), żona Jana I, hrabiego Blois
- Tybald (23 lipca 1245 – 25 października 1246)
- Tybald (10 listopada 1247 – zm. niedługo później)
- Eleonora (1248 – zm. niedługo później)
- Mikołaj (8 maja 1249 – 14 sierpnia 1251)
- Robert (6 marca 1250 – 10 lutego 1259)

Jan I zmarł w 1286 r. Jego następcą został najstarszy syn.